# Larry Little
Lawrence „Larry“ Chatmon Little (* 2. November 1945 in Groveland, Georgia) ist ein ehemaliger US-amerikanischer American-Football-Spieler. Er spielte nach seiner College-Karriere ab 1967 zunächst für die San Diego Chargers und anschließend bis 1980 für die Miami Dolphins, jeweils auf der Position des Offensive Guards. Little erreichte mit den Miami Dolphins dreimal in Folge das Finale der NFL, den Super Bowl, und konnte diesen zweimal gewinnen (VII, VIII). 1993 wurde Little in die Pro Football Hall of Fame gewählt.

## Footballkarriere
Larry Little besuchte von 1964 bis 1967 das Bethune-Cookman und spielte dort als Defensive Tackle. Da das College nicht in der höchsten Spielklasse spielte, wurde er im Draft von 1967 nicht berücksichtigt und unterschrieb deshalb als Undrafted Free Agent bei den San Diego Chargers. Da sich dort kein Erfolg einstellte, wurde er nach zwei Saisons im Austausch für den Cornerback Mack Lamb zu den Miami Dolphins getradet, wo er schnell zum Starting Right Guard aufstieg. Mit Larry Csonka, Mercury Morris und Jim Kiick verfügten die Dolphins damals über ein exzellentes Backfield, weshalb Don Shula, der 1970 als Head Coach bei den Dolphins anfing, das Laufspiel forcierte. Dabei wurde vor allem der Sweep perfektioniert, wobei den beiden Guards Little und Bob Kuechenberg als Pulling Guards eine zentrale Rolle zukamen. Diese verließen bei dem Spielzug ihre Blocking-Position, um den Laufweg des Runningbacks freizublocken. Jim Langer, der als Center mit den Guards Little und Kuechenberg das starke Zentrum der Offensive Line bildete, hielt dabei seinen Kollegen den Rücken frei, während diese pullten. Mit der Hilfe von Larry Little und des so möglichen rushing-Angriffs konnten die Dolphins in den frühen 1970er-Jahren an drei Super Bowls teilnehmen, wobei sie die Super Bowls VII und VIII gewannen. Durch den Gewinn von Super Bowl VII gelang den Dolphins eine Perfect Season und mit 2.960 Rushing-Yards stellten sie auch einen neuen Rekord auf. In seiner zwölfjährigen Spielzeit bei den Dolphins wurde Little sechsmal als All-Pro ausgezeichnet (1971–1975) und fünfmal für den Pro Bowl (1970, 1972–1975) ausgewählt.

## Nach der NFL-Karriere
Nachdem sich Litte vom aktiven Sport zurückgezogen hatte, übernahm er den Trainerposten seiner Alma Mater, der Bethune-Cookman University und war dort als Head Coach von 1983 bis 1991 tätig. 1992 übernahm er den Trainerposten der Ohio Glory, einer Mannschaft aus der World League of American Football, die in der zweiten Spielzeit der Liga das Franchise der Raleigh–Durham Skyhawks ersetzte. Allerdings wurde der Betrieb der Liga nach der Saison eingestellt. Danach trainierte er noch von 1993 bis 1998 die Footballmannschaft der North Carolina Central University.

## Ehrungen
Neben den All-Pro- und Pro Bowl-Auszeichnungen, die Little während seiner Karriere erhielt, wurde er 1993 in die Pro Football Hall of Fame gewählt. Im gleichen Jahr wurde er in die Miami Dolphins Honor Roll aufgenommen, welcher ehemalige Spieler, Trainer und Funktionäre ehrt, die sich mit besonderen Leistungen um die Mannschaft besonders verdient gemacht haben. Zudem ist er Mitglied im National Football League 1970s All-Decade Team.